# Spododes
Spododes is een geslacht van vlinders van de familie spanners (Geometridae), uit de onderfamilie Ennominae.

## Soorten
- S. albipunctata Walker, 1862
- S. auranticolor Dyar, 1914
- S. authades Dyar, 1916
- S. basipunctata Warren, 1904
- S. bifilata Dognin, 1918
- S. fiamina Schaus, 1901
- S. latidens Dognin, 1914
- S. parathesa Dyar, 1916
- S. trilineata Warren, 1895
- S. unifacta Dyar, 1913